# 20403 Attenborough
20403 Attenborough è un asteroide della fascia principale. Scoperto nel 1998, presenta un'orbita caratterizzata da un semiasse maggiore pari a 2,9758228 UA e da un'eccentricità di 0,0908563, inclinata di 11,66460° rispetto all'eclittica.